# Arrondissement de Bembou
L'arrondissement de Bembou est l'un des arrondissements du Sénégal. Il est situé dans le département de Saraya et la région de Kédougou, dans le sud-est du pays.
Il a été créé par un décret du 10 juillet 2008.
Il compte deux communautés rurales :
- Communauté rurale de Bembou
- Communauté rurale de Médina Baffé

Son chef-lieu est Bembou.